# Белсат
Белса́т (Белсат ТВ, Belsat TV) — білоруськомовний телеканал, створений з ініціативи й за підтримки МЗС Польщі та громадського Польського телебачення (TVP) 23 квітня 2007. Телеканал працює в тестовому режимі з 10 грудня 2007. Сигнал каналу наразі трансльовано крізь супутники Astra 4A (Sirius 4) та Astra 1KR (19,2°E).
Телеканал «Белсат» — єдиний незалежний телеканал, що мовить білоруською мовою. Штат нового телеканалу налічує близько 80 осіб, більшість із них білоруси. Сайт представлений білоруською, українською, польською, англійською та російською версіями. Журналісти каналу працюють у Білорусі, Польщі, Литві та Чехії. Директорка телеканалу — Агнешка Ромашевська-Гузи.

## Переслідування
Канал висвітлював протести в Білорусі (з 2020), за це багато журналістів були судимі й арештовувалися. З серпня 2020 року сайт телеканалу є заблокованим в Білорусі. У 2020 році журналістів «Белсату» затримували 162 рази, дуже часто з вилученням техніки. З травня 2021 року білоруська влада блокує і дзеркало основного сайту.
15 листопада 2020 року за трансляцію мирної акції у пам'ять Романа Бондаренко з «Площі Змін» журналістки телеканалу Катерина Андрєєва та Дар'я Чульцова були арештовані, а в лютому 2021 року отримали по два роки позбавлення волі.
У липні 2021 року суд визнав матеріали на сайті та в соцмережах Белсату екстремістськими; репост інформації з «екстремістських джерел» загрожує адміністративною відповідальністю з покаранням у вигляді штрафу чи арешту. 3 листопада цього ж року МВС Білорусі визнало інтернет-ресурси каналу «екстремістським формуванням». Створення такого формування або участь у ньому є кримінальним злочином у Білорусі, у зв'язку з чим за законом Білорусі за підписку чи репост матеріалів каналу громадянам загрожує кримінальна відповідальність.
У січні 2023 року Дар'ю Лосик, дружину Ігоря Лосика, за інтерв'ю каналу засудили до двох років колонії за кримінальною статтею про сприяння екстремістській діяльності. Восени 2022 року кримінальну справу за інтерв'ю каналу порушили проти Наталії Суслової, матері загиблого в Україні білоруського добровольця Павла «Волата» Суслова.
Восени 2024 року «Белсат» визнали «небажаною організацією» в Росії.

## Програми
- 'Аб'ектыў (укр. Об'єктив). Інформаційна програма.
- «Студыя Белсат» (укр. Студія Белсат). Формат програми аналогічний «Об'єктиву».
- «Вот Так». Інформаційна програма російською мовою.
- «Спорт». Спортивний огляд.
- 'Тыдзень у аб'ектыве (укр. Тиждень в об'єктиві). Підсумкова інформаційна програма.
- «ПраСвіт» (укр. ПроСвіт). Щотижневий огляд подій у світі.
- «Відзьмо-невідзьмо» (укр. Видимо-невидимо). Огляд новин шоу-бізнесу від Сергія Філімонова.
- 'Асабісты капітал (укр. Особистий капітал). Програма-порадник, яка розповідає про способи найефективнішого управління сімейним капіталом і про способи зберегти сімейну власність.
- «Сальда». Щотижнева програма про найважливіші події в економіці Білорусії.
- 'Маю права (укр. Маю право). Правова програма.
- «Форум». Ток-шоу.
- «Репартэр» (укр. Репортер). Програма формату «спеціальний репортаж».
- Тыдзень з радыё «Свабода» (укр. Тиждень з радіо «Свобода»). Аналітична дискусія журналістів та експертів радіо «Свобода» на актуальні та гарячі теми наступного тижня.
- «Прэс-экспрэс» (укр. Прес-експрес). Щотижневий огляд білоруської преси.
- «Беларусы ў Польшчы» (укр. Білоруси в Польщі). Цикл публіцистичних передач про життя білоруської національної меншини в Польщі.
- 'Еўрапейскі зьвяз без сакретаў' (укр. Європейський союз без секретів). Як функціонує Європейський союз, що лежить в основі його політики щодо держав колишнього СРСР, пояснити стратегію ЄС у галузі економіки та політики добросусідства.
- «Еўропа сёння» (укр. Європа сьогодні). Програма телеканалу «Німецька хвиля» (Deutsche Welle) розповідає про актуальні події в європейській політиці, цивільному та культурному житті, конфлікти та їхні рішення, проблеми та досягнення.
- 'Будучыня (укр. Майбутнє). Науковий тележурнал.
- «На колах» (укр. На колесах). Тележурнал про все, що стосується автомобіля.
- 'Приватна калекция (укр. Приватна колекція). Програма про події культурного життя Білорусії.
- «Перад вибарам» (укр. Перед вибором). Цикл теледискусій з приводу майбутніх президентських виборів у Білорусії з метою допомогти глядачам вирішити, за кого віддати свій голос.
- «Госьць Белсату» (укр. Гість Белсату). Щоп'ятниці в студії програми гість.
- «Кулінарныя падарожжы Роберта Макловіча» (укр. Кулінарна подорож Роберта Макловіча). Цикл передач про польську та світову кухню, яку представляє Роберт Маклович.
- «Два на аднаго: Азбука маладих» (укр. Двоє на одного: Азбука молодих). Журналісти Белсату Павло Можейко і Дмитро Гурневич зустрічаються з кандидатами на президентство, щоб познайомитися з кандидатами ближче, обговорити їхні програми, дізнатися, яким вони бачать майбутнє Білорусії.
- «Паляванне на дзівоси» (укр. Полювання на чудеса). У програмі Білорусію представляють як унікальну державу, що притягує своїми загадками і чудесами не тільки іноземних туристів, а й самих білорусів.
- 'Гісторыя пад знакам Пагоні (укр. Історія під знаком Погоні}). Цикл передач про історію Білорусії в період входу до складу Великого князівства Литовського і Речі Посполитої.
- 'Belsat Music Live[be]. Музична програма, яка створюється спільно з сайтом «Тузін Гітоў». У програмі беруть участь переважно музиканти з Білорусії, які виконують кілька пісень і відповідають на запитання ведучих.

Також на телеканалі транслюються різноманітні серіали європейського виробництва з перекладом на тарашкевицю, а також російські документальні фільми (без перекладу).

## Параметри супутникового мовлення
- Супутник — Astra 4A (4.8° східної довготи)
- Стандарт — DVB-S QPSK
- Частота — 12379
- Символьна швидкість — 27500
- Поляризація — H (горизонтальна)
- Формат зображення — MPEG-4
- FEC — 3/4